# Laurentia (djur)
För andra betydelser, se Laurentia.
Laurentia är ett släkte av fjärilar. Laurentia ingår i familjen mott.
Kladogram enligt Catalogue of Life:
| Laurentia | \| \| Laurentia albivenella \| \| \| \| \| \| Laurentia inclarella \| \| \| \| |
|           | \| \| Laurentia albivenella \| \| \| \| \| \| Laurentia inclarella \| \| \| \| |
|           | Laurentia albivenella                                                          |
|           |                                                                                |
|           | Laurentia inclarella                                                           |
|           |                                                                                |